# 阿喀高速公路
阿克苏 - 喀什高速公路（简称阿喀高速公路，中国国家高速公路网编号为G3012），是新疆“十二五”期间构建“五横七纵”高速公路网中的第三横，是连霍高速公路吐鲁番至和田及伊尔克什坦联络线的一部分，北起阿克苏南，接库车至阿克苏高速公路，经启浪、阿恰、三岔口、西克尔、阿图什，止于喀什北，与喀什至伊尔克什坦口岸公路相连，全长428.493千米，是新疆最长的高速公路。

## 线路概况
阿喀高速公路于2011年开始建设，2015年7月1日开始模拟收费通行。阿喀高速公路全线采用双向四车道高速公路标准建设，设计时速120公里。